# Ryan Zézé
Ryan Zézé (Louviers, 29 gennaio 1998) è un velocista francese.

## Biografia
È fratello minore dell'atleta Méba-Mickaël Zézé.
Si è messo in mostra a livello giovanile agli europei under 23 di Gävle 2019 dove ha vinto il bronzo nei 200 m e l'argento nella stafetta 4×100 m.
Ha rappresentato la Francia ai Giochi olimpici di Tokyo 2020, dove è stato eliminato in batteria nella Atletica leggera ai Giochi della XXXII Olimpiade - Staffetta 4×100 metri maschile, gareggiando con Mouhamadou Fall, Jimmy Vicaut e Méba-Mickaël Zézé.
Agli europei di Monaco di Baviera 2022 è stato eliminato in semifinale nei 200 m piani ed ha vinto l'argento nella staffetta 4×100 metri, corsa con Méba-Mickaël Zézé, Pablo Mateo e Jimmy Vicaut.

## Palmarès
| Anno | Manifestazione          | Sede      | Evento      | Risultato  | Prestazione | Note                                     |
| ---- | ----------------------- | --------- | ----------- | ---------- | ----------- | ---------------------------------------- |
| 2019 | Mediterraneo U23 indoor | Miramas   | 60 m piani  | Argento    | 6"79        |                                          |
| 2019 | Europei U23             | Gävle     | 200 m piani | Bronzo     | 21"05       |                                          |
| 2019 | Europei U23             | Gävle     | 4×100 m     | Argento    | 39"57       |                                          |
| 2021 | Giochi olimpici         | Tokyo     | 4×100 m     | Batteria   | 38"18       |                                          |
| 2022 | Mondiali                | Eugene    | 4×100 m     | Finale     | dq          |                                          |
| 2022 | Europei                 | Monaco    | 200 m piani | Semifinale | 20"58       |                                          |
| 2022 | Europei                 | Monaco    | 4×100 m     | Argento    | 37"94       | Miglior prestazione personale stagionale |
| 2023 | Giochi europei          | Chorzów   | 4×100 m     | Bronzo     | 38"51       | [ 1 ]                                    |
| 2023 | Giochi europei          | Chorzów   | 200 m piani | Oro        | 20"29       | [ 1 ]                                    |
| 2023 | Mondiali                | Budapest  | 200 m piani | Batteria   | dq          |                                          |
| 2023 | Mondiali                | Budapest  | 4x100 m     | 6º         | 38"06       |                                          |
| 2024 | Europei                 | Roma      | 200 m piani | Semifinale | 20"53       |                                          |
| 2024 | Europei                 | Roma      | 4×100 m     | Finale     | dns         |                                          |
| 2024 | Giochi olimpici         | Parigi    | 200 m piani | Semifinale | 20"81       |                                          |
| 2024 | Giochi olimpici         | Parigi    | 4×100 m     | 6º         | 37"81       |                                          |
| 2025 | World Relays            | Guangzhou | 4x100 m     | Batteria   | 38"62       |                                          |

## Altre competizioni internazionali
2023
- Oro ai Campionati europei a squadre di atletica leggera ( Chorzów), 200 m piani - 20"29
- Bronzo ai Campionati europei a squadre di atletica leggera ( Chorzów), staffetta 4x100 m - 38"51